# 장만영
장만영(張萬榮, 1914년 1월 25일 ~ 1975년 10월 8일)은 대한민국의 시인, 번역문학가, 수필가이다. 본관은 안동(安東)이며 호는 초애(草涯)이다. 황해도 연백에서 출생하였으며 지난날 한때 황해도 재령에서 잠시 유아기를 보낸 적이 있는 그는 그 후 황해도 배천에서 성장하였다.

## 생애
1932년 시인으로 첫 등단하였고 1956년 번역문학가 분야에도 데뷔했으며 1958년 수필가로도 데뷔하였다.

### 사망
1973년 급성췌장염으로 인한 합병증이 발병하여 2년간 투병하다가 1975년 향년 62세로 10월 8일 끝내 사망했다.

## 주요 작품

### 시집
- 《양(羊)》
- 《축제(祝祭)》
- 《유년송(幼年頌)》

### 수필집
- 《그리운 날에》

## 이외 이력
- 前 인하대학교 국어국문학과 겸임교수(1968년)

## 같이 보기
- 한국 문학
- 한국어 시인 목록